# Tálus
Em anatomia, chama-se astrágalo (português europeu) ou tálus (português brasileiro) ao osso do pé dos mamíferos (nas extremidades inferiores dos bípedes ou nas patas traseiras dos tetrápodes) que articula com os ossos da perna (tíbia e fíbula), formando o tornozelo. 
O tálus tem o formato de um cubo e, por esse motivo, foi muito utilizado em jogos de azar na Antiguidade como uma espécie de precursor dos dados modernos, principalmente na Grécia e na Mesopotâmia.